# Roadie Crew
Roadie Crew é uma revista mensal brasileira especializada em heavy metal e rock clássico.
A revista surgiu em 1997 seguindo a fórmula da Rock Brigade. Em seu discurso, a revista tem por característica trabalhar com o processo de criação e preservação da identidade do jovem ante o grupo que é fã de heavy metal. A revista tem Ricardo Batalha como seu redator-chefe.
Roadie Crew organiza no Brasil o Metal Battle, que é um adendo do Wacken Festival, e cuja disputa vale um contrato com a Wacken Records. Em maio de 2010 a revista completou 13 anos, com 143 edições. Na metade do ano seguinte, a revista chegou ao número 150 e fez uma edição comemorativa.
A circulação mensal tem em média 45.000 exemplares.

## História
O nome da Roadie Crew foi escolhido como uma homenagem aos roadies, e porque o Claudio Vicentin, na época, era o roadie do Ricardo Confessori, então baterista do Angra. Essa expressão não tem um significado específico, nem tradução, mas é uma adaptação do termo “road crew” sempre presente nos créditos dos álbuns gravados ao vivo por bandas de rock e a referência ao profissional que tem um papel importantíssimo nos shows. A ideia do nome havia partido de Cíntia Diniz, futura apresentadora do Stay Heavy.
No ano de 1994, quando da realização do primeiro festival “Philips Monsters Of Rock”, em São Paulo, foi publicada a primeira edição da Roadie Crew, ainda como fanzine, motivada pelo impulso que representava aquele evento para o movimento da música “underground” no Brasil. A publicação já trazia sua característica básica, que se mantém até os dias de hoje.
A partir de então seguiram-se seis edições que já contavam com a participação do palmeirense (e fanático pelo Judas Priest) Rodney “Camarão” Christófaro (sim, primo do batera Amílcar (N.R.: baterista do Torture Squad)), dos pioneiros colaboradores Sérgio Caffé (fotos) e Tony Iron (o Toninho Sepultura-e-Santos-Até-a-Morte!), e do são-paulino não tão fanático Ricardo Batalha, um dos maiores conhecedores do cenário em todas as vertentes do rock pesado. Aliás, o Batalha que, além de ícone no circuito da música, também entende de esportes e editou publicações especializadas em artes marciais, jogou basquete e tocou bateria.
No final de 1997 foi necessário o surgimento da Roadie Crew Editora Ltda., constituída para possibilitar a profissionalização da revista, coincidindo com o lançamento do site na Internet (www.roadiecrew.com).
A edição de nº 9, tendo na capa o Iron Maiden, foi a primeira a ter distribuição em todo o território nacional e abriu as portas ao mercado externo, passando a ser distribuída também em Portugal a partir da edição 11 (capa com Igor do Sepultura e Jason Newsted do Metallica). Foi então que na edição de nº 13, que registrava a volta do Bruce Dickinson ao Iron Maiden, juntou-se ao time um dos poucos headbangers que não tem muita atração pelo futebol, o sempre engraçado, ranzinza, beatlemaníaco e fã incondicional de Black Sabbath, Vitão Bonesso.
Desde a edição nº 15 (Metallica na capa), a Roadie Crew passou a ter todas as páginas coloridas. Foi como atingir a maioridade, principalmente porque, de uma só vez, estrearam duas estrelas da companhia:
- o então garoto Leandro de Oliveira (são-paulino também), dando uma nova vida ao conteúdo da revista com seu talento para a criação na arte gráfica;
- e um outro garoto com tendências políticas radicais, sindicalista que costumava arrepiar os banqueiros com suas charges e que, na época, era um ferrenho oposicionista ao governo, mas que, com o passar do tempo, sofreu uma transformação algo inimaginável, situação com a qual eu nunca conseguiria sequer sonhar, tornou-se um governista – o cartunista multimídia, multi-revista, multi-site, uma unanimidade na cena – Marcio Baraldi.
O Ricardo “Carioca” Campos (Fluminense de coração, mas mineiro de nascimento), esteve conosco na redação desde a edição 17 e já passou por momentos de intensa emoção, como quando conversou por telefone pela primeira vez seu grande ídolo Yngwie Malmsteen. Ele confessou que essa “primeira vez” foi emocionante, mas não amarelou. Depois disso, ter contato freqüente com gente como Alice Cooper, Jon Oliva, o próprio Yngwie novamente, e muitos outros astros do Metal, tornou-se a coisa mais natural do mundo para ele que além de tudo é um talentoso músico (guitarrista) e compositor.
O André Dellamanha esteve conosco por longos anos, começou na edição 18 e sempre foi um grande companheiro de maravilhosas jornadas, excelente companhia foi o escolhido para representar todos aqueles que por aqui passaram e que, de alguma forma, deixaram coisas inesquecíveis para nós da equipe da revista e, principalmente, aos leitores.
Entramos então no novo milênio antecipando a previsão que tínhamos para converter a frequência da revista para mensal, e foi a partir de 2001 que firmamos uma sólida parceria com a empresa alemã que organiza o maior festival de Metal do mundo – o Wacken Open Air – com base em bem sucedidas experiências de coberturas anteriores com o Dynamo Open Air (1999 e 2000) e o Gods Of Metal (2000).
Um dos ex-integrantes da equipe que pode muito bem representar o nosso grupo de amigos de fora do estado é o Thiago Sarkis, que assumiu a época novo papel na redação depois de atuar como colaborador. Ele já tinha desenvolvido trabalhos marcantes, como a matéria com Jane Schuldiner (mãe de Chuck do Death) na edição 49, e, mais recentemente, produziu a entrevista com Vinnie Paul na edição 91, que fez muito fã chorar de emoção.
Nesses anos de atividades a Roadie Crew sempre foi feita por amigos, por tantos amigos que seria impossível relacionar todos que dela participaram e com ela contribuíram, num texto que pretende ser um resumo da historia da revista, mas aqueles que não tiveram seus nomes aqui citados sabem da importância que tiveram.

## Prêmios
A revista foi eleita pelos usuários do site Whiplash.net como a melhor revista de rock e metal de 2005, 2006, 2007, 2008, 2009 e 2010.

## Listas

### Os 50 Favoritos dos Guitarristas
Em Maio de 2008, nua sua edição 112, a revista divulgou a lista Os 50 Favoritos dos Guitarristas. Trata-se dos 50 melhores guitarristas baseado nas preferencias de 330 guitarristas, que votaram nos seus guitarristas favoritos de todos os tempos. Entre os entrevistados, estiveram membros actuais e ex-membros de bandas como Guns N' Roses, KISS, Machine Head, Nightwish, Megadeth, Scorpions, Testament, Arch Enemy, King Diamond, Sepultura, DIO, Twisted Sister, Kamelot e Down.

### Melhores Álbuns de Hard Rock e Heavy Metal
Em 2009, a revista elaborou uma lista com os Melhores Álbuns de Hard Rock e Heavy Metal de todos os tempos. Essa lista se diferencia devido a uma particularidade muito interessante: cada músico entrevistado pela revista cita quais seriam os seus cinco discos preferidos de todos os tempos, e daí esses votos são computados, gerando um top#20 com os álbuns mais citados, que seriam aqueles mais importantes segundo os próprios músicos de hard rock e heavy metal.
| #  | Banda - Álbum (Ano Lançamento)                | N. Votos  |
| -- | --------------------------------------------- | --------- |
| 1  | Slayer - Reign in Blood (1986)                | 155 votos |
| 2  | Metallica - Master of Puppets (1986)          | 103 votos |
| 3  | Queensrÿche - Operation: Mindcrime (1988)     | 89 votos  |
| 4  | Iron Maiden - The Number of the Beast (1982)  | 68 votos  |
| 5  | Black Sabbath - Heaven and Hell (1980)        | 59 votos  |
| 6  | Morbid Angel - Altars of Madness (1989)       | 58 votos  |
| 7  | AC/DC - Back in Black (1980)                  | 56 votos  |
| 8  | Iron Maiden - Piece of Mind (1983)            | 53 votos  |
| 9  | Iron Maiden - Powerslave (1984)               | 49 votos  |
| 10 | Judas Priest - Painkiller (1990)              | 48 votos  |
| 11 | Metallica - Black Album (1991)                | 46 votos  |
| 12 | Judas Priest - Screaming for Vengeance (1982) | 42 votos  |
| 12 | Deep Purple - Machine Head (1972)             | 42 votos  |
| 12 | Van Halen - Van Halen (1978)                  | 42 votos  |
| 15 | Dream Theater - Images and Words (1992)       | 40 votos  |
| 16 | Metallica - Ride the Lightning (1984)         | 39 votos  |
| 17 | Iron Maiden - Killers (1981)                  | 38 votos  |
| 18 | Black Sabbath - Black Sabbath (1970)          | 36 votos  |
| 19 | Led Zeppelin - Led Zeppelin (1969)            | 35 votos  |
| 19 | AC/DC - Highway to Hell (1979)                | 35 votos  |

### 200 Verdadeiros Hinos do Heavy Metal e Classic Rock Que Você Tem Que Ouvir Antes de Morrer
Em Abril de 2011, a revista Roadie Crew, elaborou a lista com os 200 Verdadeiros Hinos do Heavy Metal e Classic Rock Que Você Tem Que Ouvir Antes de Morrer.
Segundo a própria revista, "nosso interesse não foi compilar os maiores hits, ou as canções mais famosas, mas sim as verdadeiras pérolas; aquelas que os próprios compositores têm mais orgulho de terem concebido. Portanto são músicas que não necessariamente “emplacaram”".
As 200 músicas são:
| #   | Banda                            | Música |
| --- | -------------------------------- | --- |
| 01  | T. Rex                           | 20th Century Boy                                                                                              |
| 02  | King Crimson                     | 21st Century Schizoid Man                                                                                     |
| 03  | Mercyful Fate                    | A Dangerous Meeting                                                                                           |
| 04  | Iron Maiden                      | Aces High |
| 05  | Rory Gallagher                   | A Million Miles Away                                                                                          |
| 06  | Led Zeppelin                     | Achilles Last Stand                                                                                           |
| 07  | Sweet                            | Action |
| 08  | Whitesnake                       | Aint No Love In The Heart Of The City                                                                         |
| 09  | Triumph                          | Allied Forces                                                                                                 |
| 10  | Korzus                           | Agony |
| 11  | Mott the Hoople                  | All the Way from Memphis                                                                                      |
| 12  | John Mayall & The Bluesbreakers  | All Your Love                                                                                                 |
| 13  | Love                             | Alone Again Or                                                                                                |
| 14  | Mötley Crüe                      | Dr. Feelgood                                                                                                  |
| 15  | Slayer                           | Angel Of Death                                                                                                |
| 16  | Diamond Head                     | Am I Evil? |
| 17  | Angel Witch                      | Angel Witch                                                                                                   |
| 18  | Trust                            | Antisocial |
| 19  | Captain Beyond                   | Armworth |
| 20  | Judas Priest                     | Beyond The Realms Of Death                                                                                    |
| 21  | Ozzy Osbourne                    | Bark At The Moon                                                                                              |
| 22  | Manowar                          | Battle Hymn                                                                                                   |
| 23  | Ramones                          | Beat On The Brat                                                                                              |
| 24  | Ram Jam                          | Black Betty                                                                                                   |
| 25  | Thin Lizzy                       | Black Rose (Róisin Dubh) A Rock Legend                                                                        |
| 26  | Jeff Beck                        | Beck's Bolero                                                                                                 |
| 27  | Scorpions                        | Blackout |
| 28  | Gov't Mule                       | Blind Man In The Dark                                                                                         |
| 29  | Def Leppard                      | Bringin' On The Heartbreak                                                                                    |
| 30  | Black Sabbath                    | Black Sabbath                                                                                                 |
| 31  | Twisted Sister                   | Burn In Hell                                                                                                  |
| 32  | Pantera                          | Cemetery Gates                                                                                                |
| 33  | Slayer                           | Chemical Warfare                                                                                              |
| 34  | Bruce Dickinson                  | Chemical Wedding                                                                                              |
| 35  | Dio                              | Caught In The Middle                                                                                          |
| 36  | The Runaways                     | Cherry Bomb                                                                                                   |
| 37  | The Groundhogs                   | Cherry Red |
| 38  | Black Sabbath                    | Children of the Sea                                                                                           |
| 39  | Body Count                       | Cop Killer |
| 40  | Patrulha do Espaço               | Columbia |
| 41  | Deep Purple                      | Child In Time                                                                                                 |
| 42  | Neil Young                       | Cortez the Killer                                                                                             |
| 43  | Venom                            | Countess Bathory                                                                                              |
| 44  | Thin Lizzy                       | Cowboy Song                                                                                                   |
| 45  | Kiss                             | Creatures of the Night                                                                                        |
| 46  | Saxon                            | Crusader |
| 47  | Robin Trower                     | Day Of The Eagle                                                                                              |
| 48  | Slade                            | Cum On Feel The Noize                                                                                         |
| 49  | Led Zeppelin                     | Dazed and Confused                                                                                            |
| 50  | Queen                            | Death On Two Legs (Dedicated To...)                                                                           |
| 51  | Sepultura                        | Dead Embryonic Cells                                                                                          |
| 52  | Atomic Rooster                   | Death Walks Behind You                                                                                        |
| 53  | Ozzy Osbourne                    | Diary Of A Madman                                                                                             |
| 54  | Saxon                            | Denim And Leather                                                                                             |
| 55  | AC/DC                            | Dirty Deeds Done Dirt Cheap                                                                                   |
| 56  | UFO                              | Doctor Doctor                                                                                                 |
| 57  | Status Quo                       | Down Down |
| 58  | Metallica                        | Disposable Heroes                                                                                             |
| 59  | Black Sabbath                    | Disturbing The Priest                                                                                         |
| 60  | Queensrÿche                      | Empire |
| 61  | Crow                             | Evil Woman (Don't Play Your Games With Me)                                                                    |
| 62  | Pink Floyd                       | Echoes |
| 63  | Savatage                         | Edge Of Thorns                                                                                                |
| 64  | Picture                          | Eternal Dark                                                                                                  |
| 65  | Cactus                           | Evil |
| 66  | Accept                           | Fast as a Shark                                                                                               |
| 67  | Chateaux                         | Eyes Of Stone                                                                                                 |
| 68  | Crazy World Of Arthur Brown      | Fire |
| 69  | Foghat                           | Fool For The City                                                                                             |
| 70  | Riot                             | Fire Down Under                                                                                               |
| 71  | AC/DC                            | For Those About To Rock (We Salute You)                                                                       |
| 72  | Pentagram                        | Forever My Queen                                                                                              |
| 73  | Heavy Load                       | Full Speed At High Level                                                                                      |
| 74  | Rainbow                          | Gates of Babylon                                                                                              |
| 75  | Blue Öyster Cult                 | Godzilla |
| 76  | The Outlaws                      | Green Grass and High Tides                                                                                    |
| 77  | Night Sun                        | Got a Bone of My Own                                                                                          |
| 78  | Grand Funk Railroad              | Got This Thing On The Move                                                                                    |
| 79  | Kyuss                            | Green Machine                                                                                                 |
| 80  | Uriah Heep                       | Gypsy |
| 81  | Helloween                        | Halloween |
| 82  | Iron Maiden                      | Hallowed Be Thy Name                                                                                          |
| 83  | Alice Cooper                     | Halo Of Flies                                                                                                 |
| 84  | Yes                              | Heart Of The Sunrise                                                                                          |
| 85  | The Beatles                      | Helter Skelter                                                                                                |
| 86  | Blackfoot                        | Highway Song                                                                                                  |
| 87  | Kiss                             | Hide Your Heart                                                                                               |
| 88  | Black Sabbath                    | Hole In The Sky                                                                                               |
| 89  | Megadeth                         | Holy Wars... The Punishment Due                                                                               |
| 90  | Carcass                          | Heartwork |
| 91  | Grand Funk Railroad              | I Come Tumblin'                                                                                               |
| 92  | The Who                          | I Can See For Miles                                                                                           |
| 93  | Humble Pie                       | I Don't Need No Doctor                                                                                        |
| 94  | Led Zeppelin                     | Immigrant Song                                                                                                |
| 95  | Overkill                         | In Union We Stand                                                                                             |
| 96  | Iron Butterfly                   | In-A-Gadda-Da-Vida                                                                                            |
| 97  | Budgie                           | In for the Kill                                                                                               |
| 98  | Blackwater Park                  | Indian Summer                                                                                                 |
| 99  | AC/DC                            | It's A Long Way To The Top                                                                                    |
| 100 | Made In Brazil                   | Jack, O Estripador                                                                                            |
| 101 | ZZ Top                           | La Grange |
| 102 | MC5                              | Kick Out The Jams                                                                                             |
| 103 | Sir Lord Baltimore               | Kingdom Come                                                                                                  |
| 104 | Dream Theater                    | Learning to Live                                                                                              |
| 105 | Aerosmith                        | Lick And A Promise                                                                                            |
| 106 | The Jimi Hendrix Experience      | Little Wing                                                                                                   |
| 107 | Baron Rojo                       | Los Rockeros Van Al Infierno                                                                                  |
| 108 | The Open Mind                    | Magic Potion                                                                                                  |
| 109 | The Jimi Hendrix Experience      | Manic Depression                                                                                              |
| 110 | Thin Lizzy                       | Massacre |
| 111 | Exodus                           | Metal Command                                                                                                 |
| 112 | Hughes                           | Muscle And Blood                                                                                              |
| 113 | Quiet Riot                       | Metal Health                                                                                                  |
| 114 | The Who                          | My Generation                                                                                                 |
| 115 | Black Sabbath                    | Neon Knights                                                                                                  |
| 116 | The Damned                       | New Rose |
| 117 | Demon                            | Night Of The Demon                                                                                            |
| 118 | Alice Cooper                     | No More Mister Nice Guy                                                                                       |
| 119 | Ian Gillan                       | No Laughing In Heaven                                                                                         |
| 120 | Mastodon                         | Oblivion |
| 121 | Van Halen                        | Outta Love Again                                                                                              |
| 122 | Cream                            | Sunshine of Your Love                                                                                         |
| 123 | Motörhead                        | Overkill |
| 124 | Fleetwood Mac                    | Oh Well |
| 125 | Judas Priest                     | Painkiller |
| 126 | Anthrax                          | Panic |
| 127 | Gary Moore                       | Parisienne Walkways                                                                                           |
| 128 | New York Dolls                   | Personality Crisis                                                                                            |
| 129 | Def Leppard                      | Photograph |
| 130 | Van der Graaf Generator          | Pilgrims |
| 131 | Nazareth                         | Razamanaz |
| 132 | Steely Dan                       | Reelin' in the Years                                                                                          |
| 133 | Accept                           | Restless and Wild                                                                                             |
| 134 | Free                             | Ride on a Pony                                                                                                |
| 135 | Iron Maiden                      | Rime Of The Ancient Mariner                                                                                   |
| 136 | Rose Tattoo                      | Rock 'n' Roll Outlaw                                                                                          |
| 137 | Lucifer's Friend                 | Ride In The Sky                                                                                               |
| 138 | Montrose                         | Rock Candy |
| 139 | Ace Frehley                      | Rip It Out |
| 140 | Ratt                             | Round And Round                                                                                               |
| 141 | Riff                             | Ruedas de Metal                                                                                               |
| 142 | Iggy And The Stooges             | Search and Destroy                                                                                            |
| 143 | Harppia                          | Salém (A Cidade das Bruxas)                                                                                   |
| 144 | Rory Gallagher                   | Shadow Play                                                                                                   |
| 145 | Sweet                            | Set Me Free                                                                                                   |
| 146 | Mötley Crüe                      | Shout At The Devil                                                                                            |
| 147 | Bad Company                      | Shooting Star                                                                                                 |
| 148 | Lynyrd Skynyrd                   | Simple Man |
| 149 | Hawkwind                         | Silver Machine                                                                                                |
| 150 | Savatage                         | Sirens |
| 151 | Dead Boys                        | Sonic Reducer                                                                                                 |
| 152 | Rainbow                          | Stargazer |
| 153 | Deep Purple                      | Speed king |
| 154 | King Crimson                     | Starless |
| 155 | Whitesnake                       | Still of the Night                                                                                            |
| 156 | Down                             | Stone The Crow                                                                                                |
| 157 | Ted Nugent                       | Stranglehold                                                                                                  |
| 158 | Dust                             | Suicide |
| 159 | Blue Cheer                       | Summertime Blues                                                                                              |
| 160 | Cheap Trick                      | Surrender |
| 161 | The Rolling Stones               | Sympathy For The Devil                                                                                        |
| 162 | Motörhead                        | The Chase Is Better Than The Catch                                                                            |
| 163 | Buffalo                          | Sunrise (Come My Way)                                                                                         |
| 164 | Gentle Giant                     | The Face |
| 165 | The Novas                        | The Crusher                                                                                                   |
| 166 | The Sensational Alex Harvey Band | Faith Healer                                                                                                  |
| 167 | Deep Purple                      | The Gypsy |
| 168 | Metallica                        | The Four Horsemen                                                                                             |
| 169 | Judas Priest                     | Electric Eye                                                                                                  |
| 170 | Wishbone Ash                     | The King Will Come                                                                                            |
| 171 | Badlands                         | The Last Time                                                                                                 |
| 172 | Judas Priest                     | The Ripper |
| 173 | Led Zeppelin                     | The Rover |
| 174 | Death                            | The Philosopher                                                                                               |
| 175 | Mountain                         | Theme for an Imaginary Western                                                                                |
| 176 | Scorpions                        | The Sails Of Charon                                                                                           |
| 177 | Widowmaker                       | The Widowmaker                                                                                                |
| 178 | Uriah Heep                       | Think It Over                                                                                                 |
| 179 | The Small Faces                  | Tin Soldier                                                                                                   |
| 180 | AC/DC                            | Touch Too Much                                                                                                |
| 181 | Satan                            | Trial by Fire                                                                                                 |
| 182 | Van Halen                        | Unchained |
| 183 | S.O.D. (Stormtroopers of Death)  | United Forces                                                                                                 |
| 184 | Aeroblus                         | Vamos a Buscar La Luz                                                                                         |
| 185 | Guns N' Roses                    | Welcome To The Jungle                                                                                         |
| 186 | Judas Priest                     | Victim Of Changes                                                                                             |
| 187 | James Gang                       | Walk Away |
| 188 | Trapeze                          | Way Back to the Bone                                                                                          |
| 189 | Hear 'n Aid                      | Stars |
| 190 | Rush                             | What You're Doing                                                                                             |
| 191 | The Allman Brothers Band         | Whipping Post                                                                                                 |
| 192 | Cream                            | White Room |
| 193 | Led Zeppelin                     | Whole Lotta Love                                                                                              |
| 194 | Journey                          | Wheel In The Sky                                                                                              |
| 195 | Rush                             | Xanadu |
| 196 | The Troggs                       | Wild Thing |
| 197 | Vanilla Fudge                    | Stra (Illusions Of My Childhood-Part One) / You Keep Me Hangin'On / Wber (Illusions Of My Childhood-Part Two) |
| 198 | The Kinks                        | You Really Got Me                                                                                             |
| 199 | 13th Floor Elevators             | You're Gonna Miss Me                                                                                          |
| 200 | The Doors                        | Light My Fire                                                                                                 |

### 60 Pesos Pesados da Bateria
Em Setembro de 2015, a revista Roadie Crew, em comemoração à sua 200a edição, elaborou a lista com os 60 Pesos Pesados da Bateria, elegendo o Top 50 do Mundo, e o Top 11 do Brasil.
Abaixo os vencedores:
| Top 50 do Mundo 01 – Neil Peart 02 – John Bonham 03 – Carmine Appice 04 – Dave Lombardo 05 – Mike Portnoy 06 – Vinny Appice 07 – Cozy Powell 08 – Keith Moon 09 – Ian Paice 10 – Tommy Aldridge 11 – Bill Ward 12 – Deen Castronovo 13 – Vinnie Paul 14 – Alex Van Halen 15 – Ringo Starr 16 – Simon Phillips 17 – Gene Hoglan 18 – Mike Mangini 19 – Bill Bruford 20 – Charlie Benante 21 – Pete Sandoval 22 – Lars Ulrich 23 – Scott Travis 24 – Nicko McBrain 25 – Paul Bostaph 26 – Carl Palmer 27 – Phil Rudd 28 – Ginger Baker 29 – Mikkey Dee 30 – Don Brewer 31 – Pat Torpey 32 – Roger Taylor 33 – Mitch Mitchell 34 – Eric Carr 35 – Marco Minnemann 36 – Clive Burr 37 – Chad Smith 38 – Terry Bozzio 39 – Mike Terrana 40 – Chris Adler 41 – Phil Collins 42 – Charlie Watts 43 – Virgil Donati 44 – Rod Morgenstein 45 – Scott Rockenfield 46 – Eric Singer 47 – Phil "Animal" Taylor 48 – George Kollias 49 – Matt Sorum 50 – John Tempesta | Top 10 do Brasil 01 – Eloy Casagrande 02 – Iggor Cavalera 03 – Rolando Castello Júnior 04 – Aquiles Priester 05 – Ivan Busic 06 – Max Kolesne 07 – Amilcar Christófaro 08 – Ricardo Confessori 09 – Paulo Zinner 10 – Fernando Schaefer |